# Jerzyk egipski

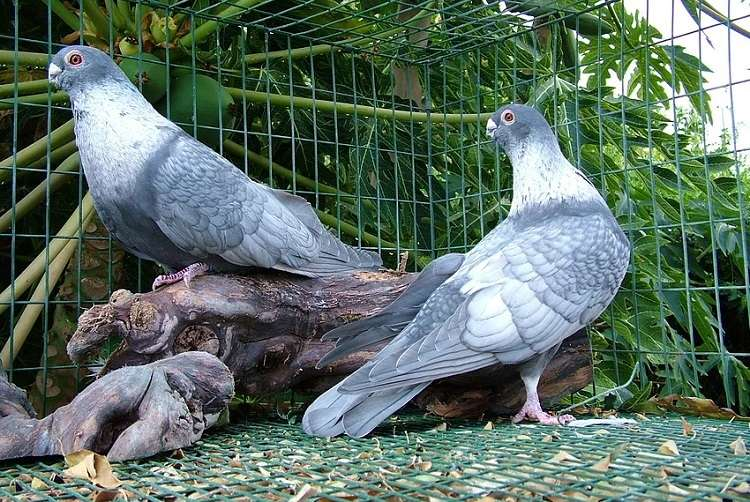
Jerzyki egipskie barwy otati

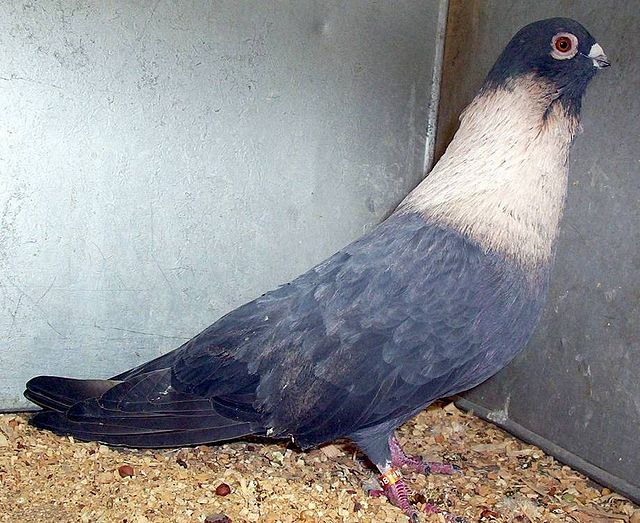
Jerzyk egipski barwy gazaganti

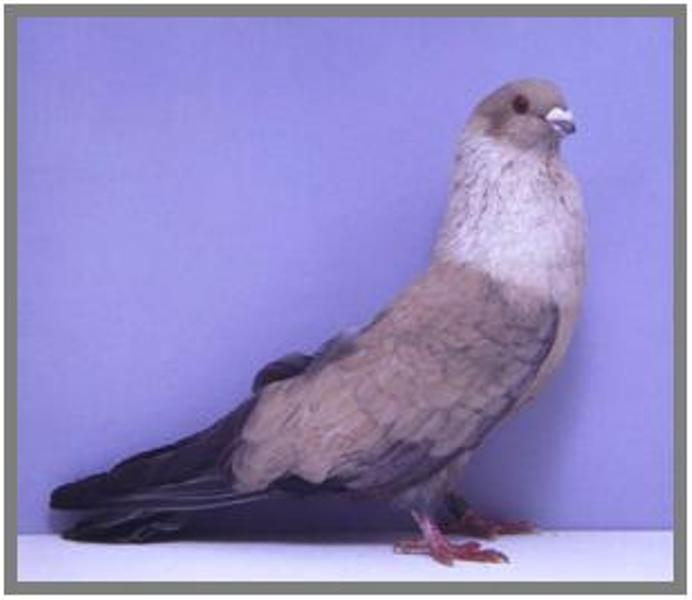
Jerzyk egipski barwy ryani

Jerzyk egipski (swift egipski, jerzyk) – egipska rasa gołębi pochodząca od gołębia skalnego. Jerzyki egipskie wywodzą się z południowego Egiptu, do Europy trafiły w XIX wieku. Nazwa jerzyk pochodzi od podobieństwa jerzyków egipskich do jerzyka zwyczajnego.
Lekka sylwetka jerzyków egipskich jest wydłużona, a lotki skrzydeł przylegają do ogona, u tej rasy nisko noszonego.
Istnieje wiele bardzo wiele odmian barwnych w tej rasie. Najbardziej znane umaszczenia to gazaganti, ryani, otati. U ptaków odmiany gazaganti w całym upierzeniu występują pióra barwy niebieskiej o brązowawym odcieniu, z wyjątkiem szyi, która jest barwy miedzianej. Odmiana ryani ma całe upierzenie miedziane, z wyjątkiem szyi, która porastają złociste pióra. Otati to srebrnoszare jerzyki egipskie o wyraźnie jasnosrebrzystej szyi.